# Irene Cuadrado
Irene Cuadrado Hernández (Madrid, España, 1979) es una pintora española.

## Carrera
Irene se graduó en Bellas Artes en la Universidad Complutense de Madrid en 2006. Ha impartido clases de pintura como tutora, incluyendo en un curso en la Casa de Vacas del Parque del Retiro de Madrid en 2017.En 2015, Su obra "Madre, 1979", óleo de 148x121 cm, fue seleccionado para participar en la exposición Figurativas del Museo Europeo de Arte Moderno. Entre el 3 y 26 de diciembre de 2021, presentó su exposición "Proceso y exceso" en la Casa de Vacas,y en 2022 presentó su exposición ‘Entremedias; Lo visible’ en la Sala Rivadavia de la Diputación de Cádiz.
En enero de 2024 exhibió su cuadro "Ubicaciones entrelazadas", un óleo sobre lienzo, en el Centro de Arte Quan Shanshi de Hangzhou y en el Centro Nacional de Artes Escénicas de China como parte de una exposición itinerante conjunta de pintura contemporánea de España y China. El mismo año participó en la exhibición "Más allá del realismo, arte figurativo de China y España" con su cuadro "La noche II", un óleo sobre tabla entelada de 150x150 centímetros, expuesto en China y en el Palacio Real de Madrid.

## Premios
Entre los premios que ha recibido se encuentra el de la XXXVII Edición del certamen de pintura al aire libre «San Miguel» de Pravia en 2011,el primer premio en la XIII edición del Concurso de Pintura Rápida de Trillo y en el XXXI Certamen de Pintura al Aire Libre de Tazones,y el Premio Diputación XXVIII Premio López-Villaseñor de Ciudad Real en 2019, entre otros.

## Vida personal
Irene tiene su taller en Ciempozuelos y tiene dos hijas: Gala y Vera.